# بيتر فلدستين (مصور)
بيتر فلدستين (بالإنجليزية: Peter Feldstein)‏ هو مصور أمريكي، ولد في 24 مايو 1942، وتوفي في 1 ديسمبر 2017.